# Kwidzyn
Kwidzyn [ˈkfʲiʣɨn] (kaschubisch Kwidzëno; deutsch Marienwerder) ist eine Stadt in der polnischen Woiwodschaft Pommern und Sitz des Powiats Kwidzyński.

## Geographie
Die Stadt liegt in der historischen Landschaft Preußen, im südwestlichen Teil des mittelalterlichen Pomesanien, der später zum Oberland gehörte. Sie befindet sich fünf Kilometer östlich der Weichsel am Fluss Liebe (poln. Liwa) und etwa 120 Kilometer südsüdöstlich von Danzig.

## Geschichte

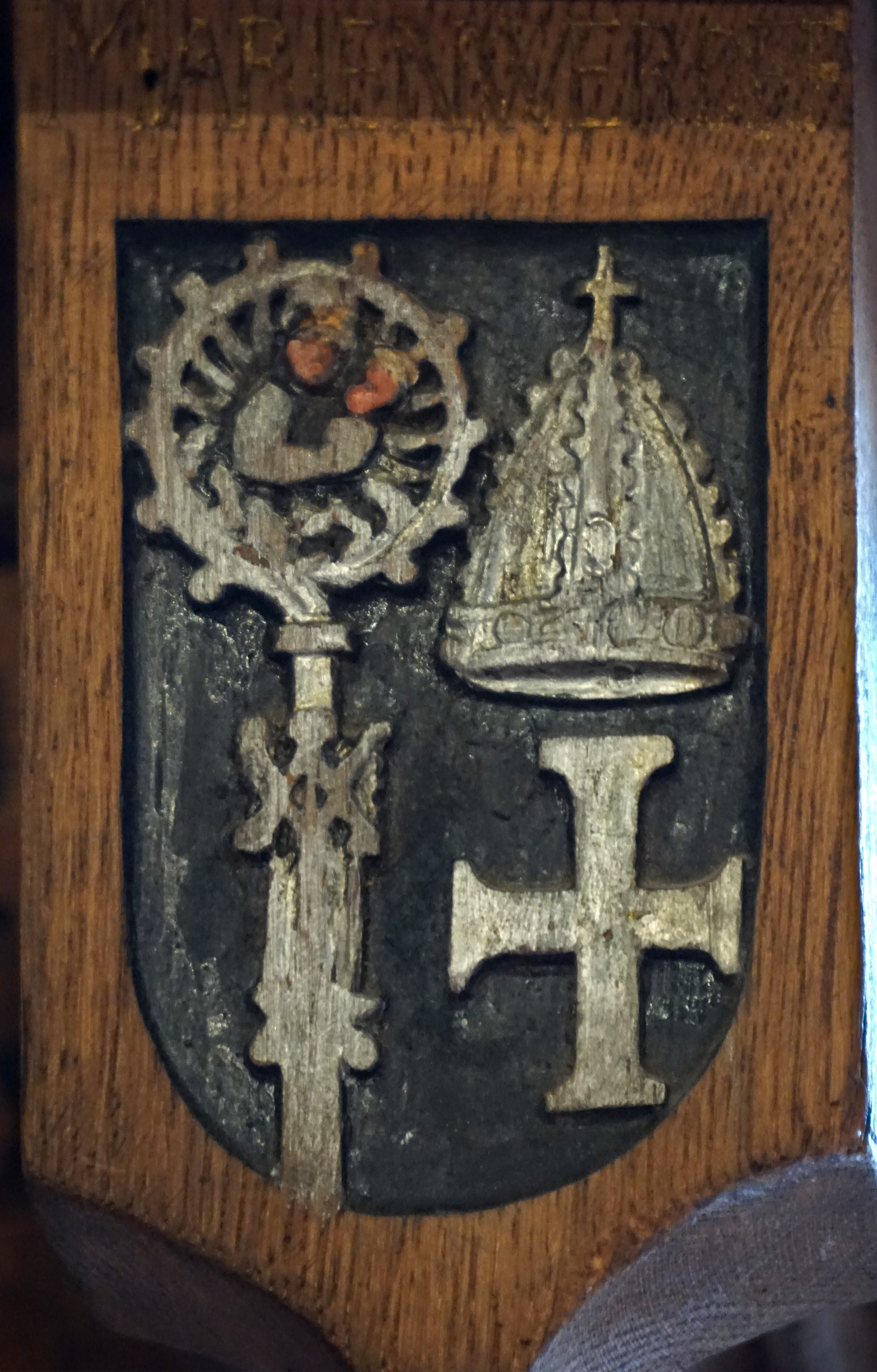
Wappen von Marienwerder im Plenarsaal des altstädtischen Rathauses in Danzig

Karte von Marienwerder und Umland um 1750

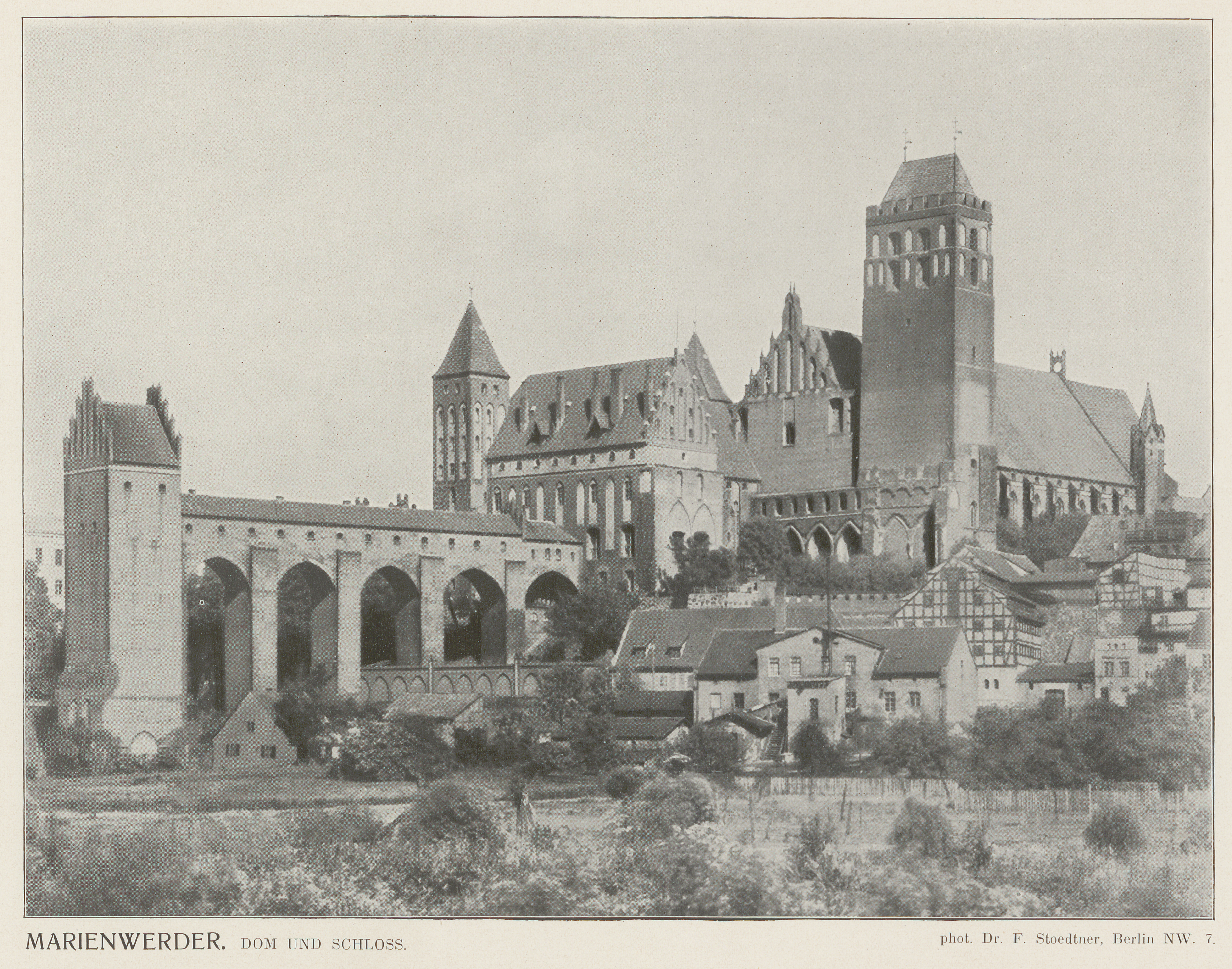
Marienwerder in den 1910er Jahren

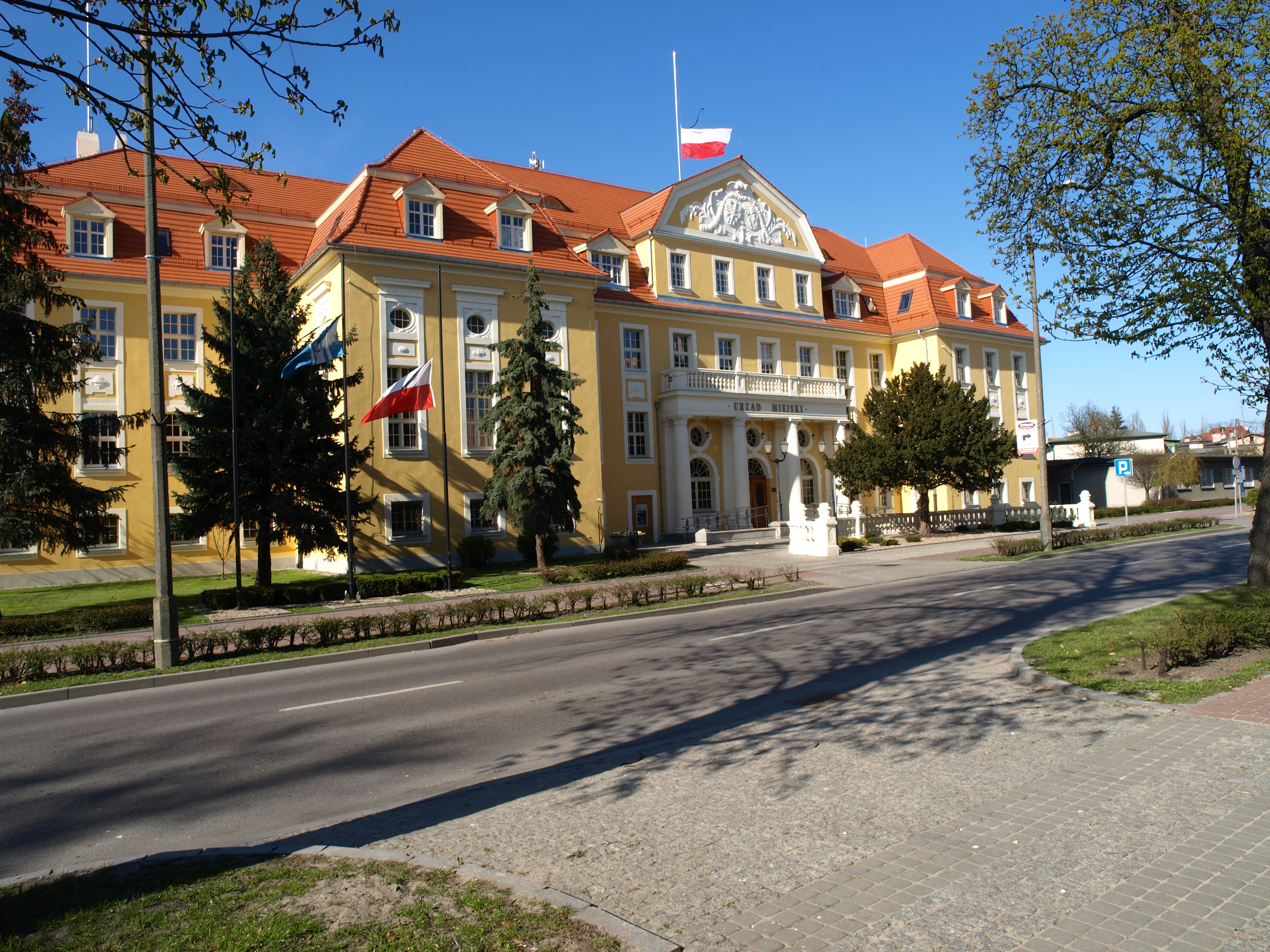
Rathaus Kwidzyn

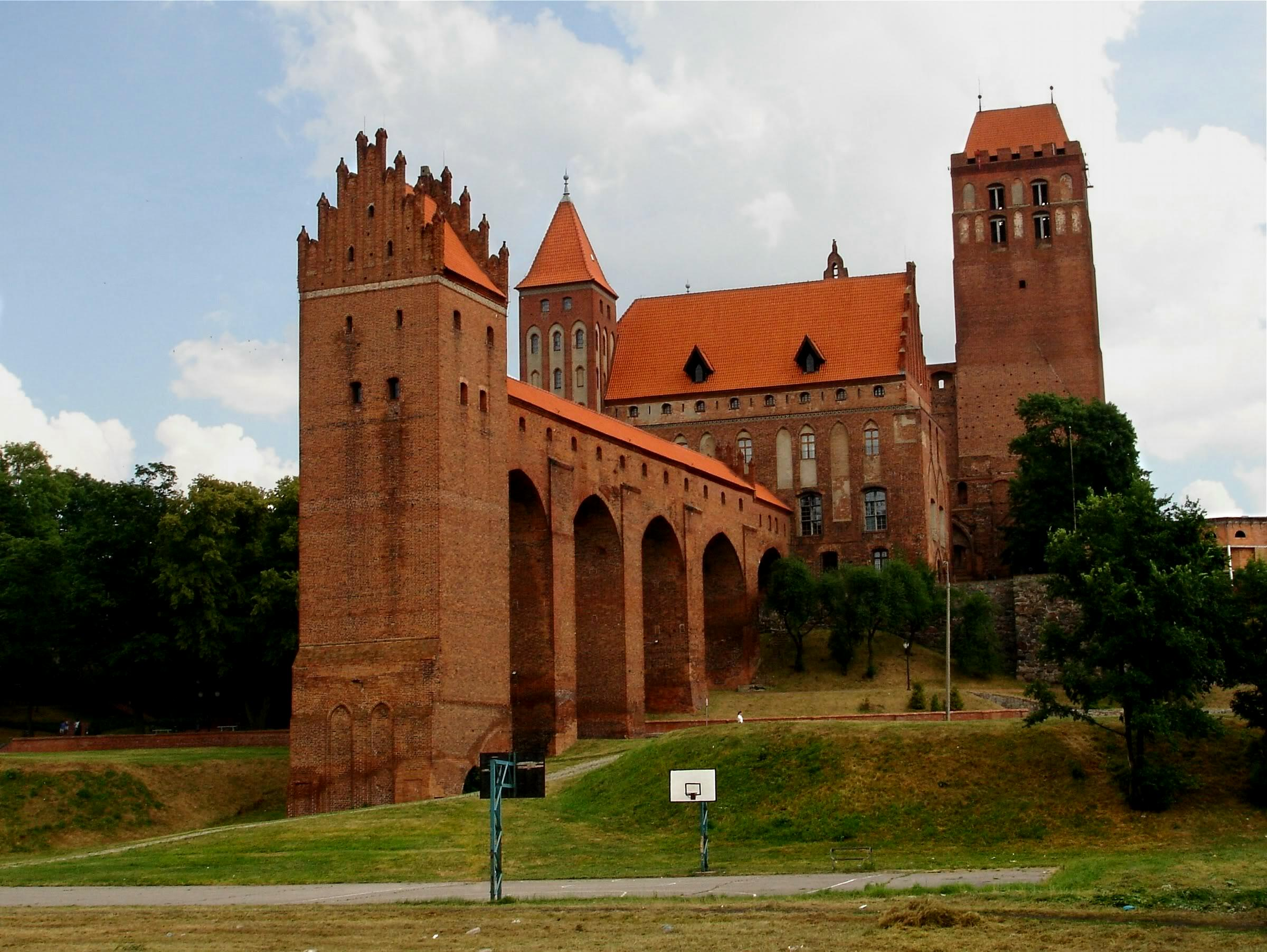
Ordensburg

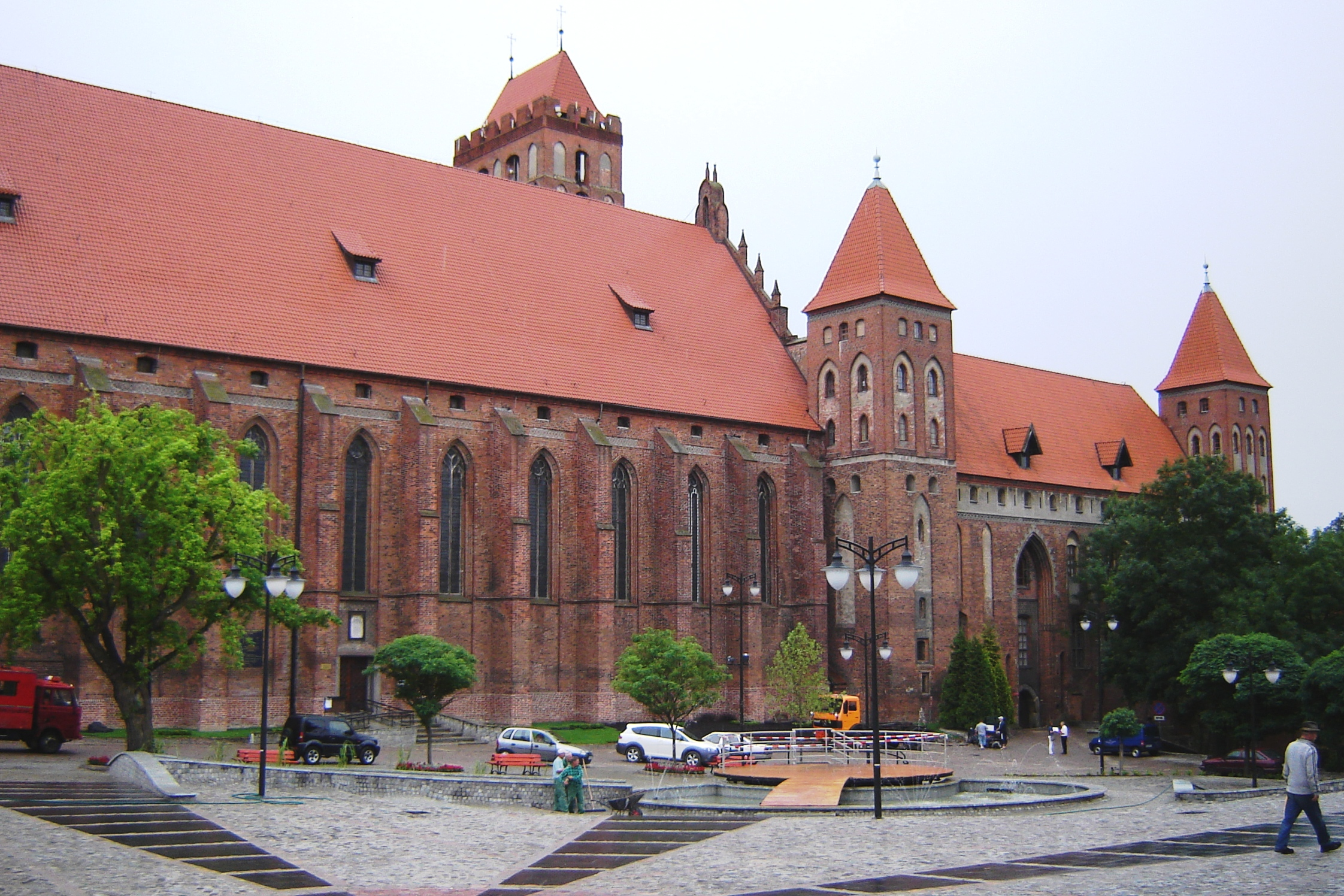
St.-Johannes-Dom

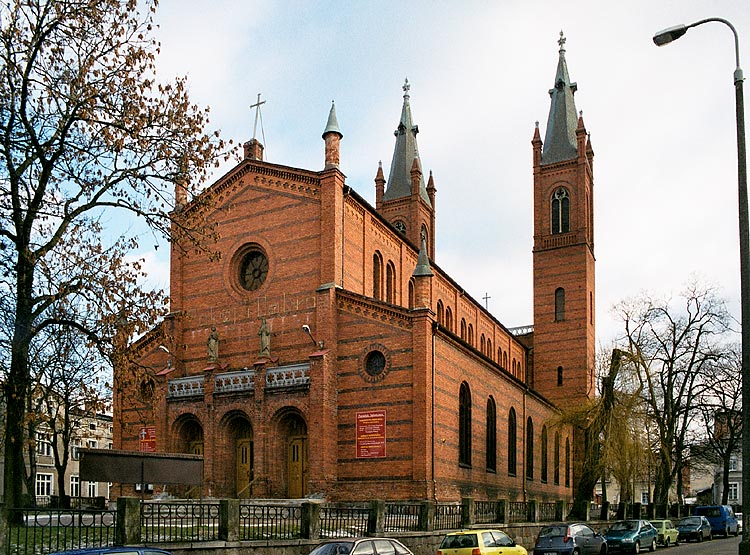
Dreifaltigkeits- und Mariä-Himmelfahrt-Kirche

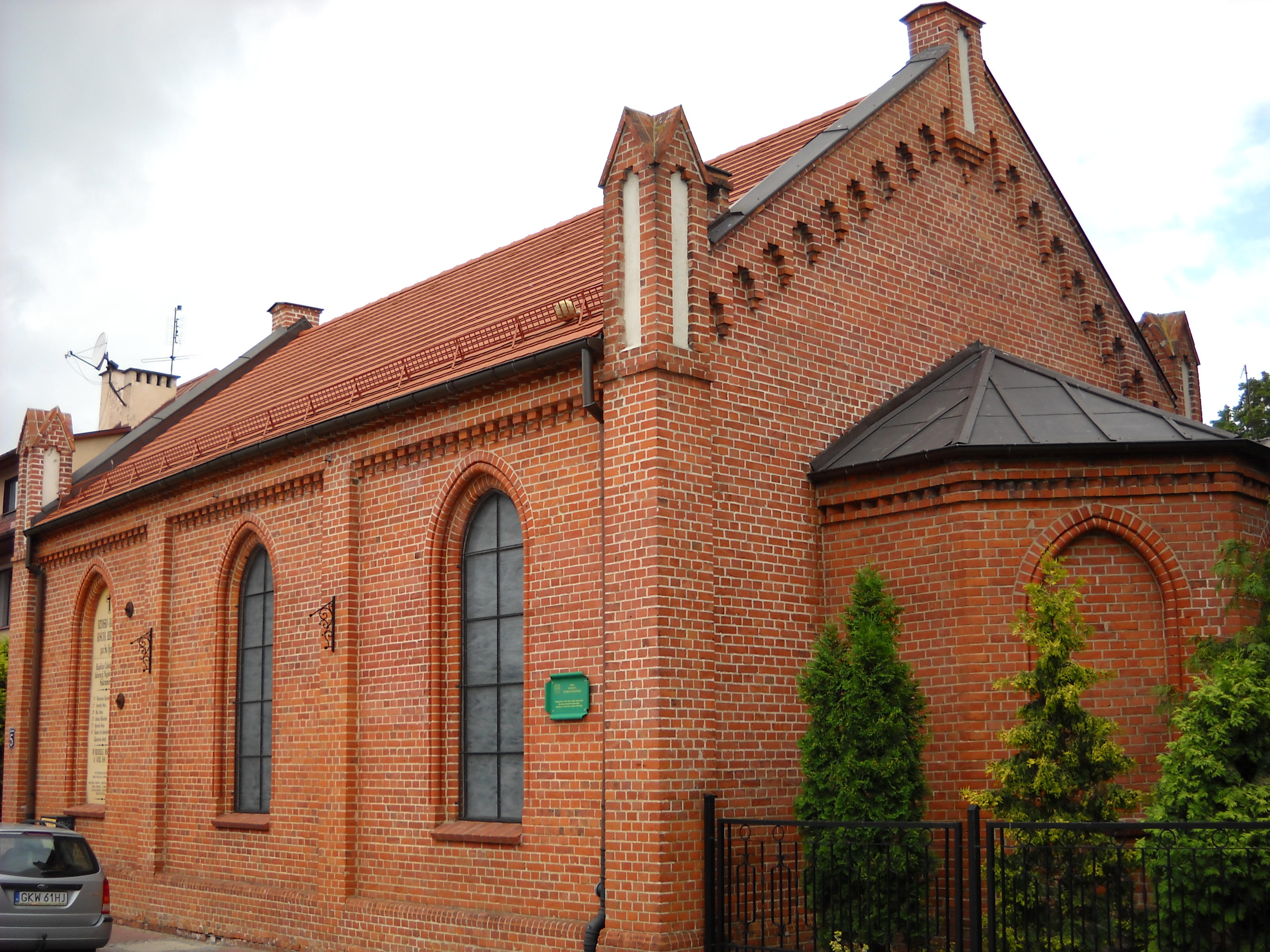
Papst-Pius-Kapelle

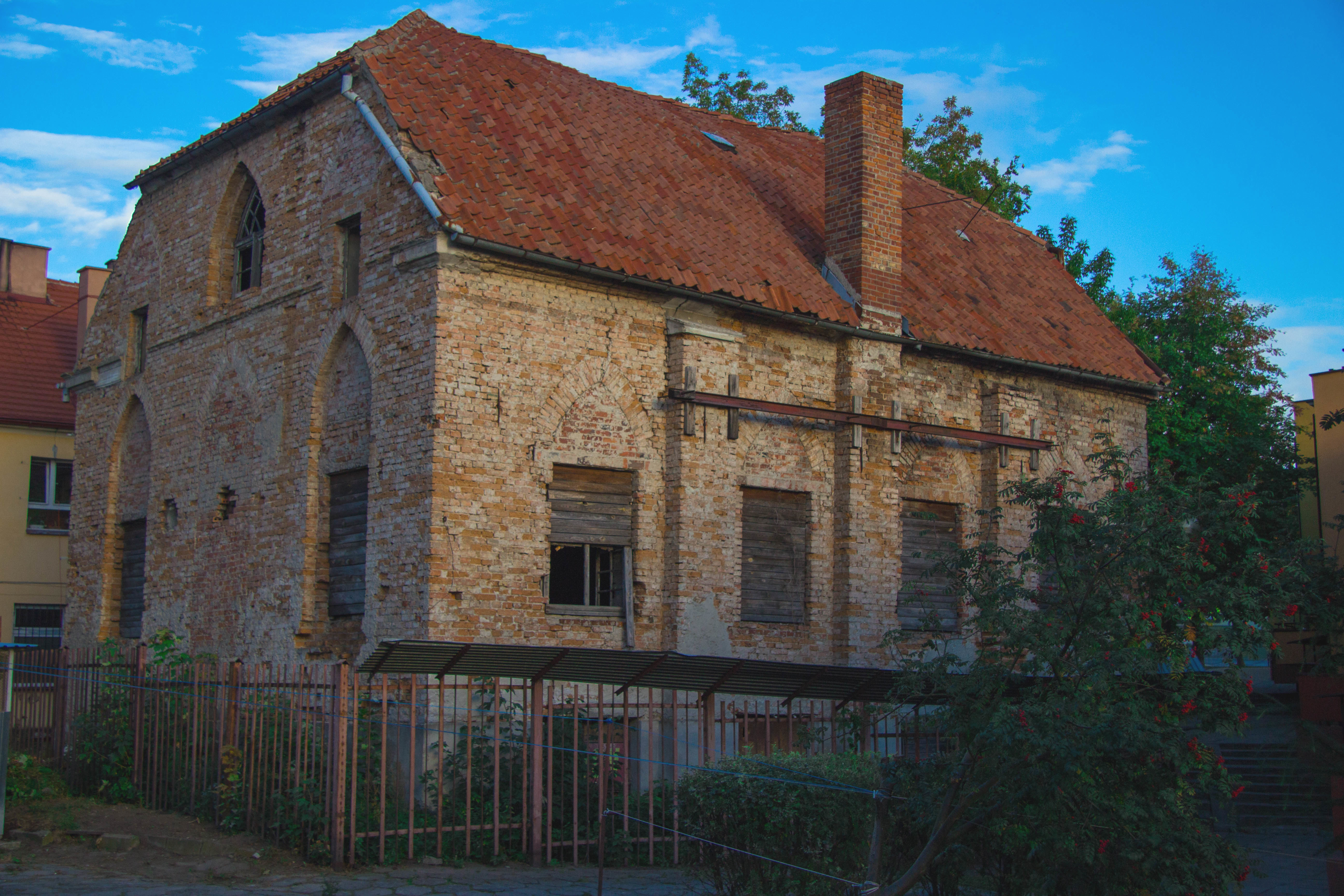
Synagoge

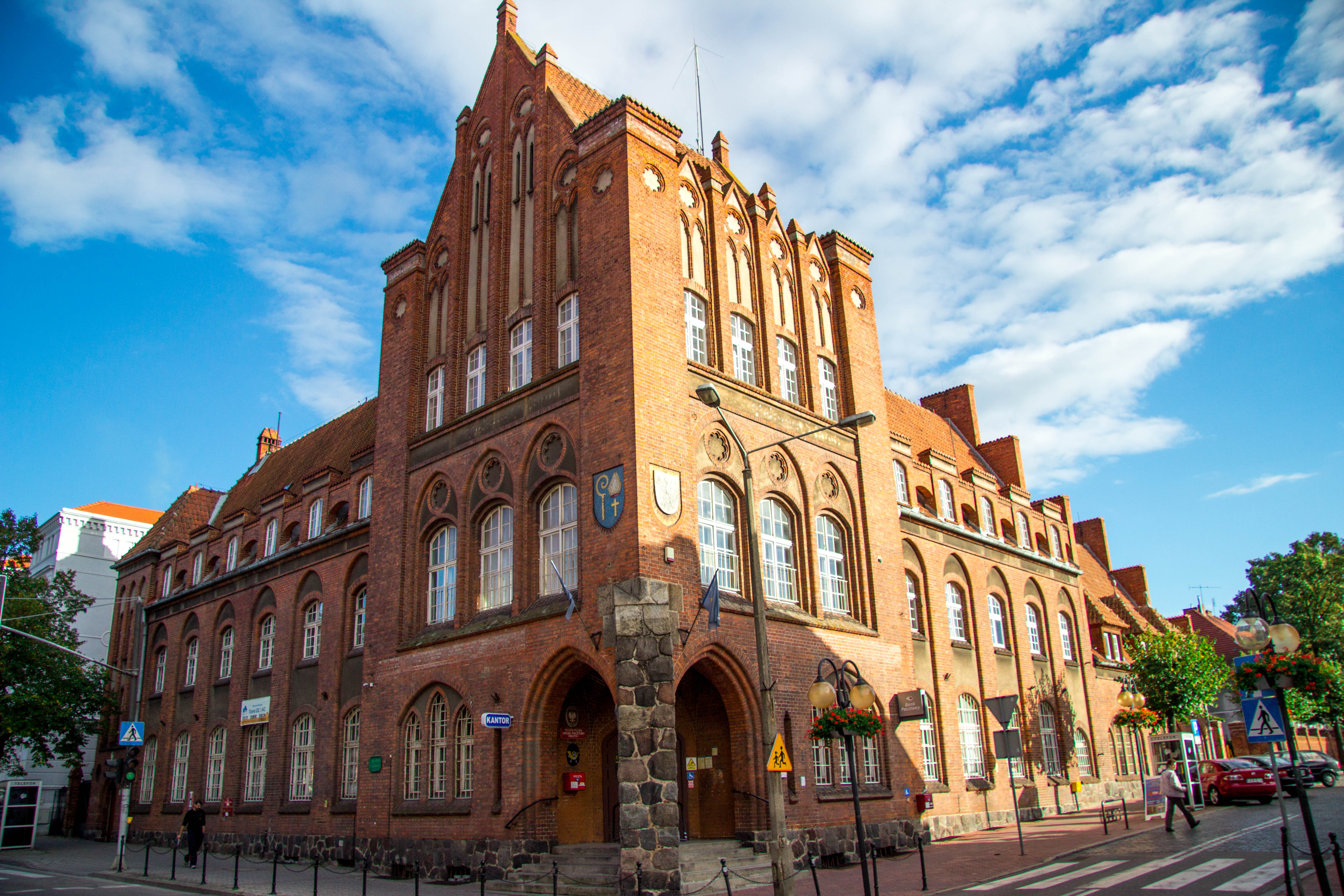
Postgebäude

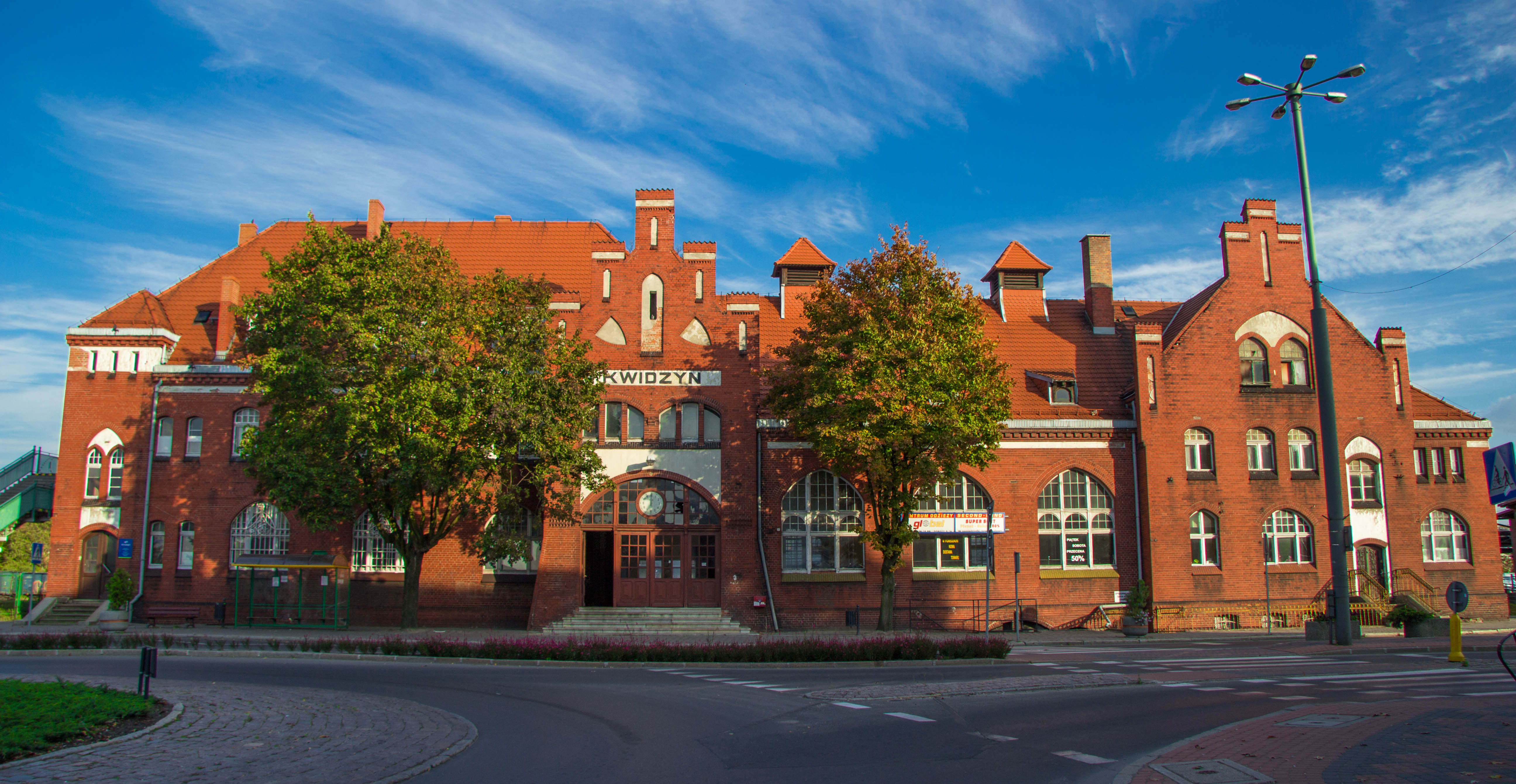
Bahnhof Kwidzyn

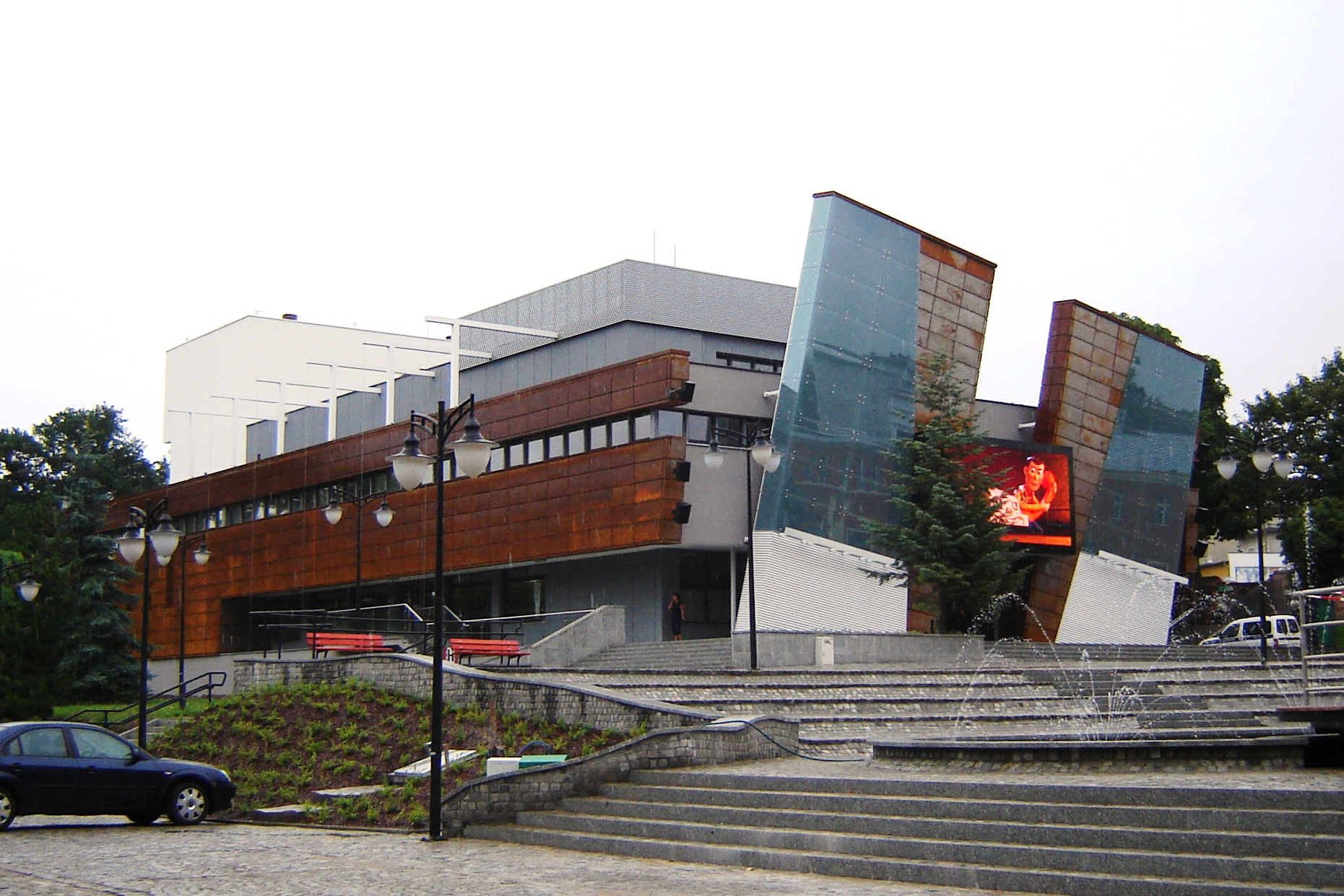
Kulturzentrum

Bis 1919 war Marienwerder die Hauptstadt des gleichnamigen Regierungsbezirks Marienwerder in der Provinz Westpreußen. Mit der Burg Marienwerder des pomesanischen Domkapitels (Bischofsburg) befindet sich in der Stadt eine der bedeutendsten Burganlagen des Deutschordensstaates. Schon der angelsächsische Seefahrer Wulfstan von Haithabu erwähnte Ende des 9. Jahrhunderts eine Insel namens Quidin im Weichseldelta. Der Name lässt sich auf das prußische („kweita“) wie auf das slawische (polnisch „kwiat“) Wort für „Blume“ zurückführen.

### Deutschordensstaat
Der Deutsche Orden hatte unter Hermann Balk 1233 auf einem von den Pruzzen befestigten Hügel auf dem Gebiet des Dorfes Queden (1236 bis 1945 Tiefenau, seither Tychnowy) eine Burg namens Insula sanctae Mariae angelegt. Noch im gleichen Jahr verlegte er sie 5 Kilometer weiter nach Süden auf einen Hügel, der ebenfalls zuvor von den Pruzzen befestigt worden war. Die Stadt Marienwerder selbst legte der Orden wenig später nördlich dieser Burg an und stattete sie mit einer Handfeste aus. Nach Gründung des Bistums Pomesanien kam die Ordensburg 1254 in den Besitz des Bischofs. Er erwählte sie 1285 zu seinem Sitz, residierte aber seit etwa 1300 in Riesenburg (poln. Prabuty). Nördlich der Stadt ließ er von 1264 bis 1284 eine Domkirche errichten. Im Jahre 1322 begann der Bischof dort mit dem Bau der Bischofsburg zur Unterbringung des 1284 gegründeten Domkapitels. Um diese Zeit scheint auch die Lateinschule gegründet worden zu sein. Die heutige Domkirche entstand an Stelle der alten in den Jahren 1344 bis 1355. Sie enthält die Grabmäler dreier Hochmeister und der pomesanischen Bischöfe.
Am 14. März 1440 gründeten in Marienwerder Landadel und Städte des Ordensstaates den Preußischen Bund, der in Opposition zur Landesherrschaft des Ordens trat und sich 1454 gegen die Zusicherung großzügiger Privilegien dem König von Polen unterstellte. Bei der Teilung des bisherigen Ordensgebietes im Zweiten Frieden von Thorn blieb Marienwerder dem Ordensstaat erhalten und war fortan dessen einzige Stadt an der Weichsel.

### Herzogtum und Königreich Preußen, Deutsches Kaiserreich
Mit der Säkularisation des Ordensstaates 1525 unter Albrecht I. wurde die Stadt lutherisch und Teil des Herzogtums Preußen. Im Jahre 1540 begann der Abriss der Ordensburg bis auf einen kleinen Rest. Für den Burghügel südlich der heutigen Altstadt kam der Name Altschlösschen auf. Gegen Ende des 16. Jahrhunderts gehörte die Lateinschule von Marienwerder zu den bedeutenderen evangelischen Schulen. Im 18. Jahrhundert erlangte die Anstalt die Befugnis zur Entlassung auf die Universität. Ein neues Schulgebäude wurde für das Gymnasium Marienwerder im Zeitraum 1835–1838 errichtet.
Nach der Erweiterung des Königreichs Preußen durch das Preußen königlichen Anteils im Rahmen der Ersten Teilung Polens schuf Friedrich der Große 1773 im preußischen Staat die Provinzen Ost- und Westpreußen, wobei er Marienwerder 1775 als Sitz der Verwaltung Westpreußen zuteilte. Nach den Grenzregelungen des Wiener Kongresses in den Jahren 1815–1818 wurde Westpreußen um Danzig erweitert, welches Marienwerder als Hauptstadt ablöste. Nun wurde es Kreisstadt und Hauptstadt des Regierungsbezirks Marienwerder, der das südliche Westpreußen umfasste. Dem Oberlandesgericht Marienwerder waren die Landgerichtsbezirke Danzig, Elbing, Graudenz, Konitz und Thorn zugeordnet. 1819 gründete hier in Marienwerder der königlich preußische Bauinspektor Salomo Sachs eine exzellente Baugewerkschule, die 15 Jahre Bestand hatte. Bis 1820 war er deren Vorsteher und Lehrer. Am Anfang des 20. Jahrhunderts hatte Marienwerder zwei evangelische Kirchen (darunter der Dom), eine katholische Kirche, eine Synagoge, ein Gymnasium, ein Amtsgericht, ein Oberlandesgericht und verschiedene gewerbliche Betriebe.
Von 1871 bis 1918 war Marienwerder Sitz des Landkreises Marienwerder im Regierungsbezirk Marienwerder der Provinz Westpreußen des Deutschen Reichs.
Nach dem Ersten Weltkrieg hatten die Bestimmungen des Versailler Vertrags die Schaffung des Polnischen Korridors zur Ostsee auf westpreußischem Territorium und damit die Auflösung der Provinz Westpreußen zur Folge. Am 11. Juli 1920 stimmte die Bevölkerung im Abstimmungsgebiet Marienwerder mit über 92 Prozent für den Verbleib bei Deutschland, während der Rest der Provinz ohne Abstimmung zwischen Deutschland, dem Polnischen Korridor und der Freien Stadt Danzig aufgeteilt wurde. In der Stadt Marienwerder hatten 7811 Einwohner für den Anschluss an Ostpreußen und 362 für den an Polen gestimmt. Daraufhin kam der Osten der Provinz Westpreußen als Regierungsbezirk Westpreußen mit Sitz in Marienwerder bis 1939 zur Provinz Ostpreußen. Nach dem Überfall auf Polen gehörte Marienwerder von 1939 bis 1945 zum Reichsgau Danzig-Westpreußen im Deutschen Reich.

### Polen
Gegen Ende des Zweiten Weltkriegs wurde Marienwerder im Januar 1945 von deutscher Seite evakuiert. Einige Wochen später besetzte die Rote Armee die Stadt. Das unzerstört gebliebene Marienwerder diente von März bis November der 2. Weißrussischen Front als Lazarettstadt. Es kam zu mehreren Bränden, denen die Altstadt zum Opfer fiel. Gemäß dem Potsdamer Abkommen kam Marienwerder unter die Verwaltung der Volksrepublik Polen. Sie benannte Marienwerder in „Kwidzyn“ um und ersetzte die vertriebene Einwohnerschaft vollständig durch Polen. Die in Marienwerder abgeräumten Trümmer gingen als Baumaterial nach Warschau. Seit 2002 wird die Altstadt auf historischem Grundriss wiederaufgebaut.

### Demographie
| Jahr | Einwohner | Anmerkungen |
| ---- | --------- | --- |
| 1400 | ca. 700   | [ 7 ] |
| 1572 | ca. 700   | nicht viel mehr |
| 1782 | 03.156    | meistens evangelisch-lutherische Deutsche; Marienwerder war Regierungssitz der neuen Provinz Westpreußen mit Kulmerland, Pomesanien, Pommerellen und Teilen Großpolens geworden |
| 1783 | 03.297    | davon 124 Personen von der Garnison (eine Schwadron eines Depot-Bataillons) |
| 1831 | 05.060    | [ 9 ] |
| 1864 | 07.373    | davon 6.360 Evangelische und 661 Katholiken |
| 1871 | 07.172    | darunter 6.300 Evangelische und 620 Katholiken |
| 1875 | 07.580    | [ 12 ] |
| 1880 | 08.238    | [ 12 ] |
| 1890 | 08.552    | davon 6.732 Protestanten, 1.542 Katholiken und 226 Juden |
| 1900 | 09.686    | mit der Garnison (eine Abteilung Feldartillerie Nr. 71), davon 1.868 Katholiken und 160 Juden |
| 1905 | 11.819    | [ 7 ] |
| 1910 | 12.983    | am 1. Dezember, davon 12.408 mit deutscher Muttersprache (9.730 Evangelische, 2.383 Katholiken, 145 Juden, 150 Sonstige), 346 mit polnischer Muttersprache (vier Evangelische, 338 Katholiken, vier Sonstige, 291 Einwohner benutzen die deutsche und eine andere Sprache); nach anderen Angaben davon 9.758 Evangelische, 2.824 Katholiken und 145 Juden (1.077 Militärpersonen) |
| 1925 | 13.721    | davon 10.712 Protestanten, 2.724 Katholiken, 14 andere Christen und 190 Juden |
| 1930 | 13.860    | meistens Protestanten, davon 2.870 Katholiken, 195 Juden und 290 Sonstige |
| 1933 | 15.548    | davon 12.197 Protestanten, 3.073 Katholiken, 23 andere Christen und 169 Juden |
| 1939 | 19.723    | davon 14.788 Protestanten, 4.307 Katholiken, 122 andere Christen und keine Juden |

| Jahr             | 1965       | 2006   | 2019   |
| Anzahl Einwohner | ca. 13.000 | 37.814 | 38.444 |

## Bauwerke
- Burg Marienwerder, Schloss des Domkapitels, ab 1322 erbaut, ursprünglich Vierflügelanlage, der Süd- und Ostflügel 1798 abgebrochen, die auch um die Domkirche herumlaufenden Wehrgänge ebenso bereits 1677, im 19. Jahrhundert Gerichtsgebäude und Gefängnis, heute Museum
- St.-Johannes-Dom, neu von 1344 bis etwa 1355 im Stil der Backsteingotik erbaut, mit den Grabmälern dreier Hochmeister und der pomesanischen Bischöfe
- Kirche der Heiligen Dreifaltigkeit, errichtet von 1846 bis 1858 als erste katholische Kirche in der Stadt seit der Reformation nach Entwurf von Karl Friedrich Schinkel im Rundbogenstil als Ziegelbau auf einem Steinfundament. Der Bau der beiden Türme wurde 1886 abgeschlossen. Die Kirche ist eine dreischiffige Basilika mit einer fünfseitigen Apsis am Chor auf der Ostseite. Der Haupteingang besteht aus drei miteinander verbundenen Portalen. Über den Portalen sind die Heiligenfiguren der Apostel Petrus und Paulus angebracht.
- Papst-Pius-Kapelle, erbaut 1892 im neugotischen Stil für die Gemeinde der Altlutheraner
- Alte Synagoge, erbaut in den 1830er Jahren
- Gebäude der Post, neugotischer Backsteinbau, errichtet von 1911 bis 1913

## Verkehr
Im Bahnhof Kwidzyn trifft die nicht mehr im Personenverkehr betriebene Bahnstrecke Prabuty–Kwidzyn auf die Bahnstrecke Toruń–Malbork. Früher begann hier auch die Strecke nach Freystadt i. Westpr.
Seit 2013 ist Kwidzyn über die neu angelegte Landesstraße 90 und die Weichselbrücke bei Kwidzyn wieder mit der anderen Seite der Weichsel verbunden.

## Sport
Der MMTS Kwidzyn spielt in der höchsten polnischen Handballliga.

## Landgemeinde Kwidzyn
Die Landgemeinde Kwidzyn, zu der die Stadt selbst nicht gehört, umfasst eine Fläche von 207,25 km² und hat 11.435 Einwohner (Stand 31. Dezember 2020).

## Städtepartnerschaft

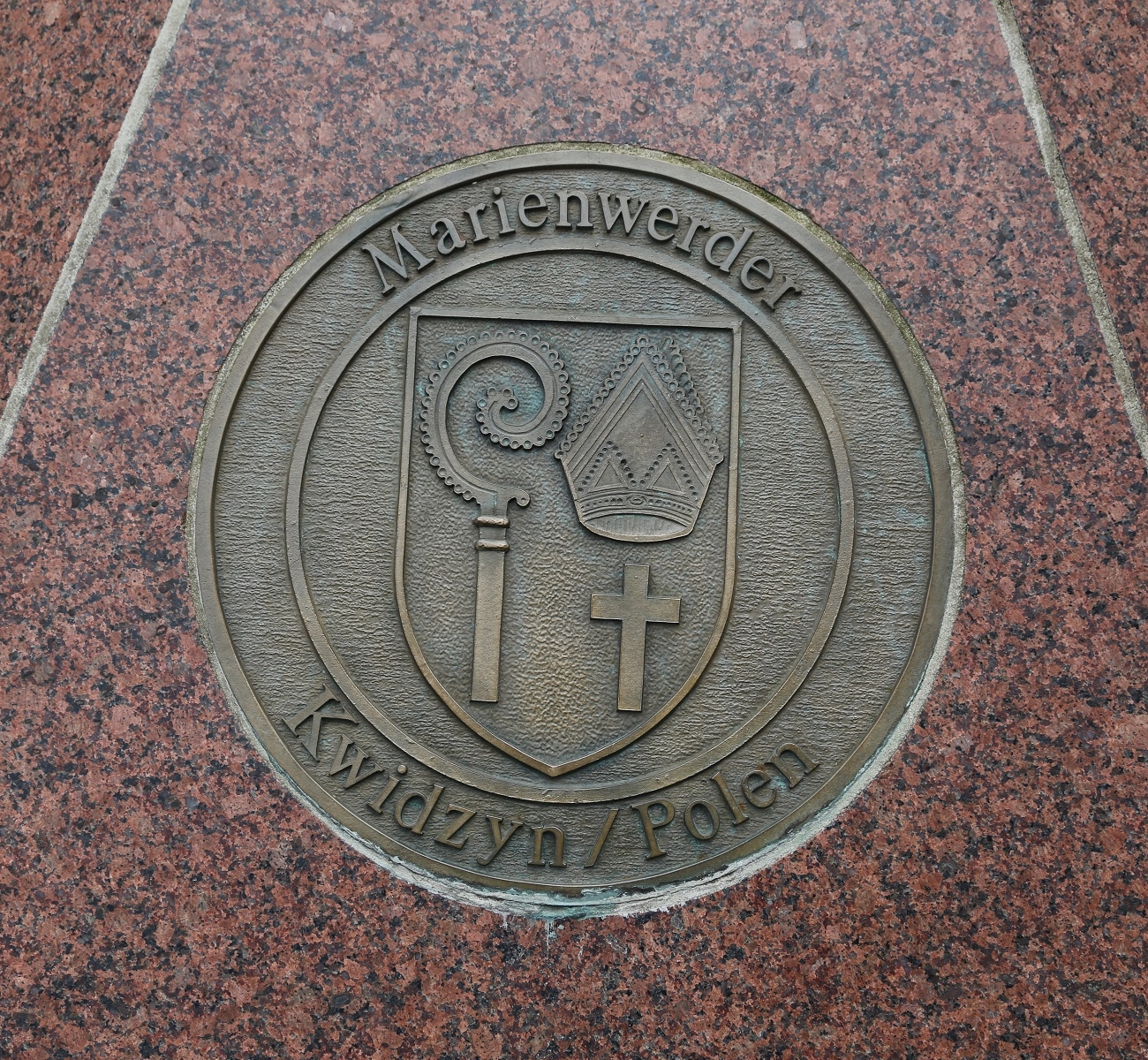
Wappen in der deutschen Partnerstadt Celle (Metallplakette)

Kwidzyn unterhält seit dem 18. Oktober 1953 eine Städtepartnerschaft mit Celle in Niedersachsen.

## Persönlichkeiten

### Söhne und Töchter der Stadt
- Johannes Marienwerder (1343–1417), Theologe
- Karl Gustav von Rosen (1706–1772), preußischer Generalmajor
- Johann Valerian Müller (1771–1839), Architekt und preußischer Baubeamter
- Karl von Brauchitsch (1780–1858), General der Infanterie
- Johann Friedrich List (1787–1868), Oberbürgermeister von Königsberg
- Ida von der Groeben (1791–1868), Pietistin und Schriftstellerin
- Hans von Auerswald (1792–1848), preußischer General
- Friedrich von Hering (1794–1871), preußischer General
- Rudolf von Auerswald (1795–1866), preußischer Ministerpräsident
- Heinrich Friedrich Jacobson (1804–1868), Kirchenrechtler und Kirchenhistoriker
- Hermann Kunibert Neumann (1808–1875), Schriftsteller und Militär
- Hermann Conrad (1814–1885), Politiker und Rittergutsbesitzer
- Ernst Kossak (1814–1880), Journalist
- Hermann von Dechend (1814–1890), erster Präsident der Reichsbank
- Bruno von Schrötter (1816–1888), Verwaltungsjurist
- Julian Schmidt (1818–1886), Literaturhistoriker
- Carl Donath (1819–1877), Gutsbesitzer, Politiker und Reichstagsabgeordneter
- Julius von Hennig (1822–1877), Politiker
- Rudolf von Bergius (1824–1905), preußischer Generalmajor
- Heinrich Ludwig Robert Giseke (1827–1890), Dichter und Schriftsteller
- Richard Eduard John (1827–1889), Jurist
- Hermann Mebes (1829–1899), Präsident der Reichseisenbahnen in Elsaß-Lothringen
- Adalbert von Flottwell (1829–1909), Politiker und Beamter
- Gustav Meissner (1830–1901), Landschaftsmaler und Radierer
- Rudolf Heidenhain (1834–1897), Physiologe
- Hermann Siewert (1834–1890), Chemiker, Pionier der agrikulturchemischen Forschung in Argentinien
- Gustav Cohn (1840–1919), deutscher Ökonom
- Eugen Windmüller (1842–1927), Genre- und Landschaftsmaler
- Albert Ballewski (1843–1909), Ingenieur und Kaufmann
- Adalbert von Conrad (1848–1928), auf dem Rittergut Fronza geborener Verwaltungsbeamter und Parlamentarier
- Wilhelm Räuber (1849–1926), Maler
- Alfred Genzmer (1851–1912), Chirurg
- Alfred von Conrad (1852–1914), auf dem Rittergut Fronza geborener Verwaltungsjurist und Politiker
- Georg von Bülow (1853–1936), preußischer Offizier, zuletzt Generalmajor
- Anna Schoen-René (1864–1942), Opernsängerin und Gesangspädagogin
- Hugo Salinger (1866–1942), Jurist, Reichsgerichtsrat
- Albert Kolbe (1871–1941), Oberbürgermeister von Stargard in Pommern
- Ernst Kolbe (1876–1945), Maler
- Kurt Oettinger (1877–1942), Richter und Opfer des Nationalsozialismus
- Kurt Rosenfeld (1877–1943), Politiker
- Paul Ludwig (1879–1957), Sänger und Stummfilmschauspieler
- Bruno Blau (1881–1954), Jurist und Sozialstatistiker
- Thuro Balzer (1882–1967), Maler
- Friedrich Wagner-Poltrock (1883–1961), Architekt
- Kurt Knoblauch (1885–1952), Offizier, General der Waffen-SS
- Ernst Laskowski (1885–1935), Theater- und Stummfilmschauspieler
- Robert Witthoeft-Emden (1886–1960), Vizeadmiral der Kriegsmarine, Marineattaché in Washington
- Joachim Witthöft (1887–1966), General der Infanterie
- Kunz Finck von Finckenstein (1889–1932), Rittergutsbesitzer und Mitglied des Preußischen Herrenhauses
- Kurt-Jürgen von Lützow (1892–1961), Generalleutnant
- Ida Siekmann (1902–1961), erstes Todesopfer der Berliner Mauer
- Peter Kleist (1904–1971), Schriftsteller und Diplomat
- Rolf Lahr (1908–1985), Diplomat
- Liebetraut Rothert (1909–2005), Prähistorikerin und Historikerin
- Ernst Tillich (1910–1985), Politiker
- Johannes Buzalski (1918–1977), Schauspieler
- Dieter Gütt (1924–1990), Rundfunk- und Fernsehjournalist
- Hans-Jürgen Karp (1935–2023), Historiker und Herausgeber
- Hans-Herlof Hardtke (* 1939), Unternehmer
- Hardy Rodenstock (1941–2018), Künstlermanager und Musikverleger
- Reinhard Zeiler (1941–2023), Eishockeyspieler
- Jörg Hartung (* 1944), Tiermediziner
- Kurt Röttgers (* 1944), Philosoph und Hochschullehrer
- Bodo Krämer (1945–2003), Schauspieler
- Wiesław Hartman (1950–2021), Springreiter
- Bernard Nowak (* 1950), Schriftsteller, Herausgeber und Redakteur
- Zbigniew Jan Wesołowski (* 1957), Sinologe
- Marek Szulen (* 1975), Komponist und Musiker
- Patryk Rombel (* 1983), Handballspieler
- Adrianna Górna (* 1996), Handballspielerin
- Arkadiusz Ossowski (* 1996), Handballspieler
- Oskar Czertowicz (* 2006), Handballspieler

### Ehrenbürger
- Friedrich Ludwig Fülleborn (1791–1858), preußischer Jurist und naturphilosophischer Schriftsteller
- Hans Pfundtner (1881–1945), Staatssekretär im Reichsinnenministerium

### Sonstige
- Otto Friedrich von der Groeben (1657–1728), preußischer Forschungsreisender und polnischer Generalleutnant, Grabdenkmal im Dom der Stadt
- Christian Ludwig Paalzow (1753–1824), Jurist und Schriftsteller, war Kriegs- und Domänenrat sowie Justiziar in der Stadt
- August Kind (1824–1904), Oberbauinspektor in der Bauabteilung der Bezirksregierung, deutscher Architekt und Baubeamter der Reichspost
- Franz Bulitta (1900–1974), Kaplan an der kath. Kirche von 1933 bis 1936 ebd.